# Штефан, Августин
Августи́н Ште́фан Фе́нцик (венг. Stéfán Ágoston; 1877, с. Ботар — 1944, Рахов) — венгерский, чехословацкий и украинский политический и общественный деятель русинского происхождения.

## Биография
Работал адвокатом в г. Рахове.
В 1918 г. — глава правительства автономии Руська Краина в составе Венгрии.
В марте 1919 года коммунистическое правительство Венгерской советской республики назначило его народным комиссаром края, однако Штефан препятствовал работе Советов и стремился восстановить буржуазные органы власти.
После присоединения Закарпатского края к Чехословакии А. Штефан продолжил активно участвовать в политической жизни Подкарпатской Руси. Он возглавил украинское крыло Аграрной партии Чехословакии, которое на территории Закарпатья издавала журнал на украинском языке «Земля и Воля». В мае 1920 года Августин Штефан принял участие в создании общества «Просвита». В состав руководящих органов «Просвиты» А. Штефан входил до оккупации Закарпатья Венгрией.
В 1922 году А. Штефан стал одним из основателей Украинской торговой академии, бессменным директором которой проработал до конца 1938 года. Состоял также членом Главной управы Педагогического общества, Учительского общества. Эти организации охватывали 60 % украинских учителей края и издавали учебники на украинском языке. А. Штефан также принимал активное участие в разработке учебников на украинском языке и в издании газет и журналов («Русин», «Украинское слово», «Свобода», «Новая Свобода»).
В 1925—1929 гг. — депутат чехословацкого парламента.